# 羅月煥

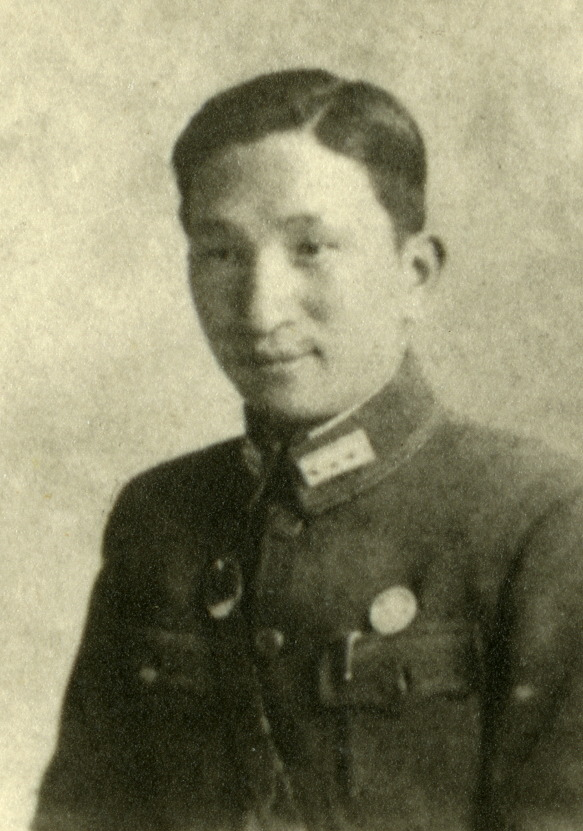
羅月煥照片

羅月煥（韓語：나월환；1912年10月14日—1942年3月1日），日治朝鮮時代獨立運動家，無政府主義者。

## 經歷
1912年10月、生於全羅南道羅州，後在日本與朴烈交流加入黒友連盟，後亡命中國。
1930年10月、入學黄埔軍官學校第8期，加入第2總隊歩兵第2大隊第4隊，1933年11月畢業，加入憲兵訓練所甲級學員隊。
後加入南華韓人青年聯盟，在中国軍憲兵活動，1936年4月22日、升為憲兵中尉。1937年，被日本警察逮捕送還朝鮮半島，途中在青島逃脫。1939年11月，任韓国青年戰地工作隊組織隊長。1941年1月戰地工作隊編入韓國光復軍，任第5支隊長和第5徴募分所主任委員，1942年3月在西安被暗殺。
1963年被韓國政府追授建國勲章獨立章。
2014年9月被大韓民國國家報勳處認定為今月之獨立運動家。